# Brigadoon
Brigadoon é um filme estadunidense de 1954, dos gêneros musical e fantasia, dirigido por Vincent Minnelli. O nome do filme se refere a uma cidade fictícia da Escócia, criada por Alan Jay Lerner e Frederick Loewe para um musical da Broadway, com o mesmo título. No Brasil, o  filme recebeu o título de A lenda dos beijos perdidos, e, em Portugal, Brigadon - A lenda do beijo.
Brigadoon é na verdade uma adaptação de um conto alemão de Friedrich Gerstacker, e o nome do lugar fictício seria Germelshausen.
Há, ainda, na Austrália, um lugar chamado Brigadoon, subúrbio de Perth. Neste país há, também, o pouco conhecido The Brigadoon Festival, uma celebração da cultura e tradição escocesa e céltica, em Bundanoon, New South Wales.

## A história original e sua adaptação
A história criada por Lerner é baseada num conto alemão mais antigo, escrito por Friedrich Gerstacker, falando de uma aldeia mítica da germânia, chamada Germelshausen e que havia sido amaldiçoada por uma magia.
Em 1947 ainda estavam muito frescas as recordações da II Guerra Mundial, para que um musical da Broadway apresentasse uma história alemã. Assim Lerner recriou a história, ambientando-a na Escócia, com seus homens de saiotes, chapéus de pano, gaitas de fole, e outras características das Highlanders (Terras Altas).

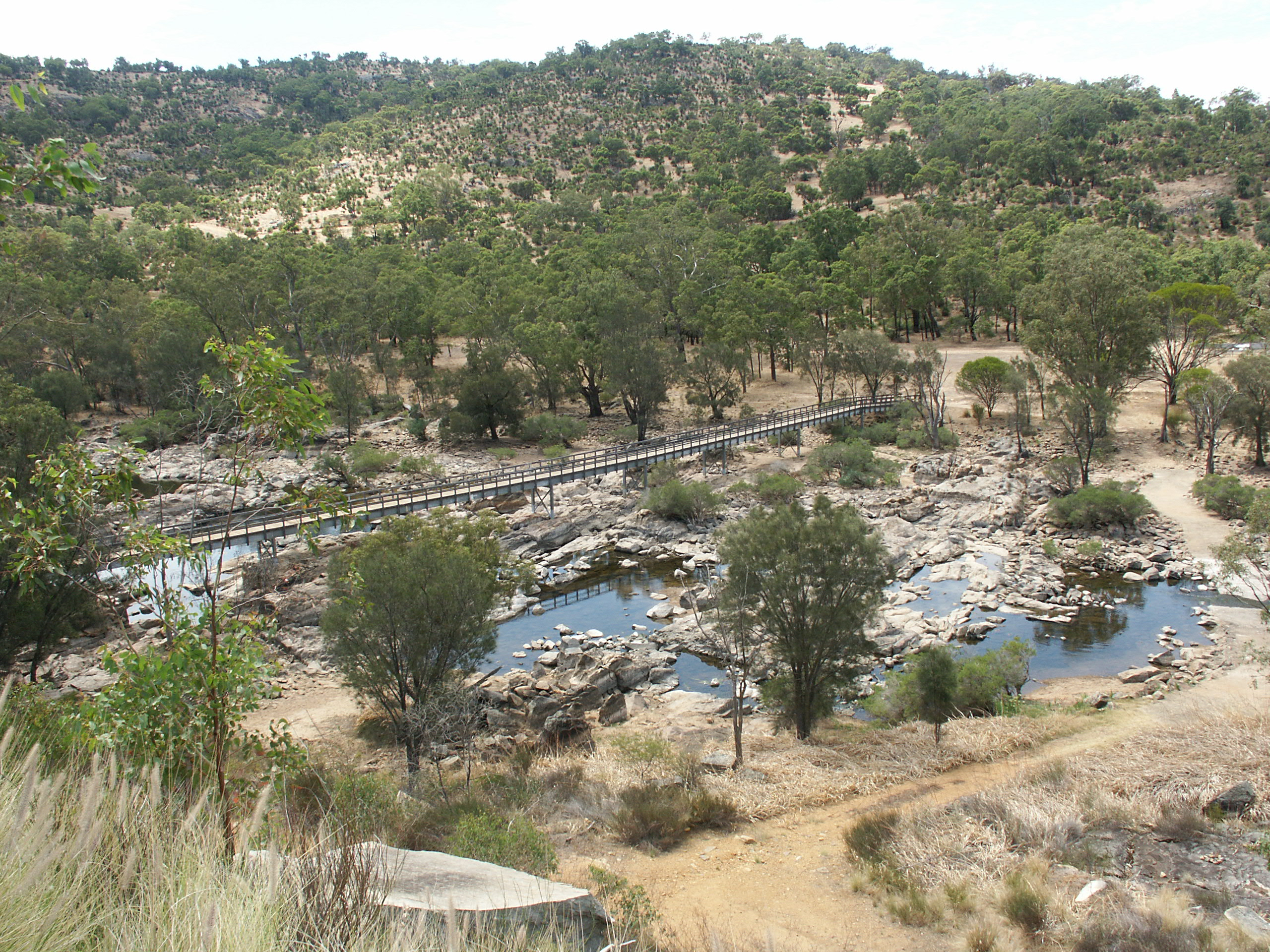
A Brigadoon australiana

Substituiu o nome do lugar para Brigadoon, provavelmente tomando por base um lugar famoso da Escócia, o Brig o'Doon (Ponte de Doon), em Alloway (no centro do país de Sean Connery). De acordo com um poema de Burn, esta ponte de pedras data do século XIII, por onde teria fugido o legendário Tam o'Shanter sobre seu cavalo Meg, para escapar de três bruxas que o perseguiam. Outros sugerem que o nome "Brigadoon" fosse uma combinação de palavras Gaélicas, onde briga significaria "discussão, disputa", e dún seria "colina", "forte da colina" ou ainda "aldeia da colina". O nome também pode ser um derivado da deusa céltica Brígida' (Brigid, no original), significando "colina de Brígida". O fato é que brig em escocês significa ponte. Finalmente, poderia ter sua origem numa forma sincrética do escocês com o inglês, contraindo-se Break of Dawn, termo que dá um sentido de ruptura, surgimento repentino, o que estaria mais de acordo com a situação da aldeia de Brigadoon.

## Brigadoon, musical e filmes
O musical da Broadway foi encenado a primeira vez em 13 de março de 1947, contando com muitas reedições. O elenco da primeira edição foi dirigida por Robert Lewis e produzida por Cheryl Crawford', contava com David Brooks (como Tomy), Marion Bell (como Fiona), Lee Sullivan (como Charlie), James Mitchell (Harry) e Pamela Britton (Meg). Teve 581 apresentações e sua coreografia, a cargo de Agnes de Mille recebeu o prêmio Tony. Também ganhou um prêmio de melhor musical da associação de críticos de Nova York.
Além do filme, adiante descrito, foi em 1966 feita uma versão a cores para a televisão norte-americana, pela rede ABC. O enredo foi modificado, e sua duração reduzida (cerca de noventa minutos, com intervalos comerciais). Ao invés de dois caçadores em férias, retrata dois pilotos cujo carro tem uma pane nas imediações de Brigadoon. A versão televisiva recebeu vários prêmios Emmy, enquanto a versão cinematográfica não ganhou nenhum Oscar.

## Enredo

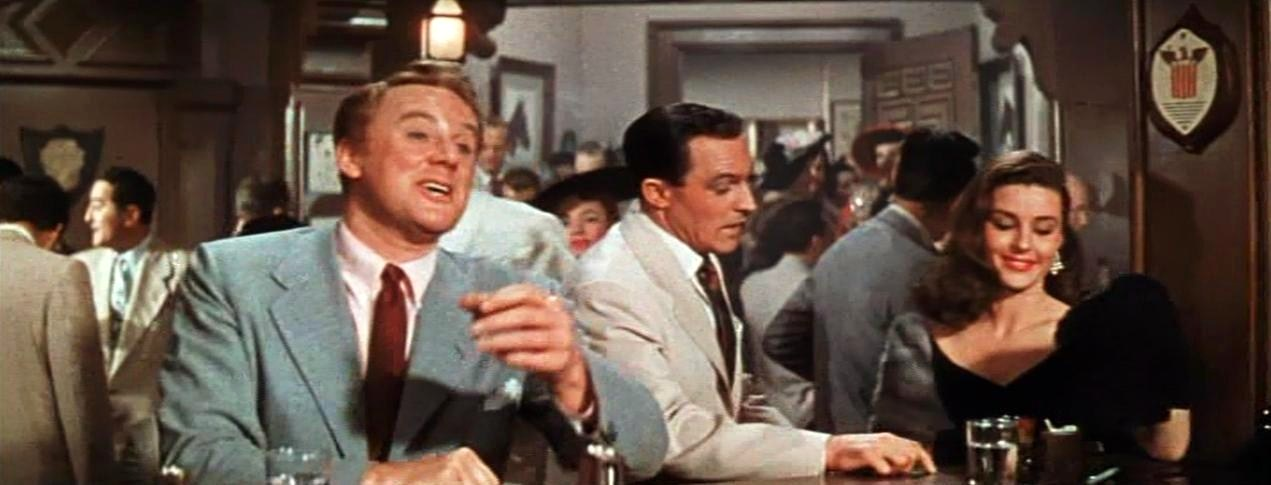
Van Johnson, Gene Kelly e Elaine Stewart

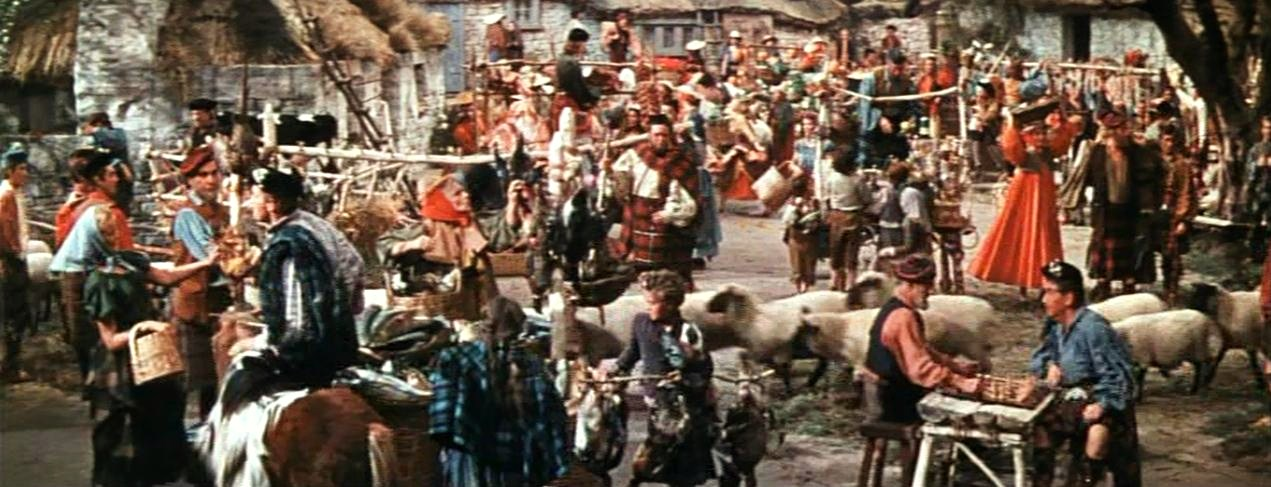
Cena do número musical Down on MacConnachy Square (episódio dos novaiorquinos)

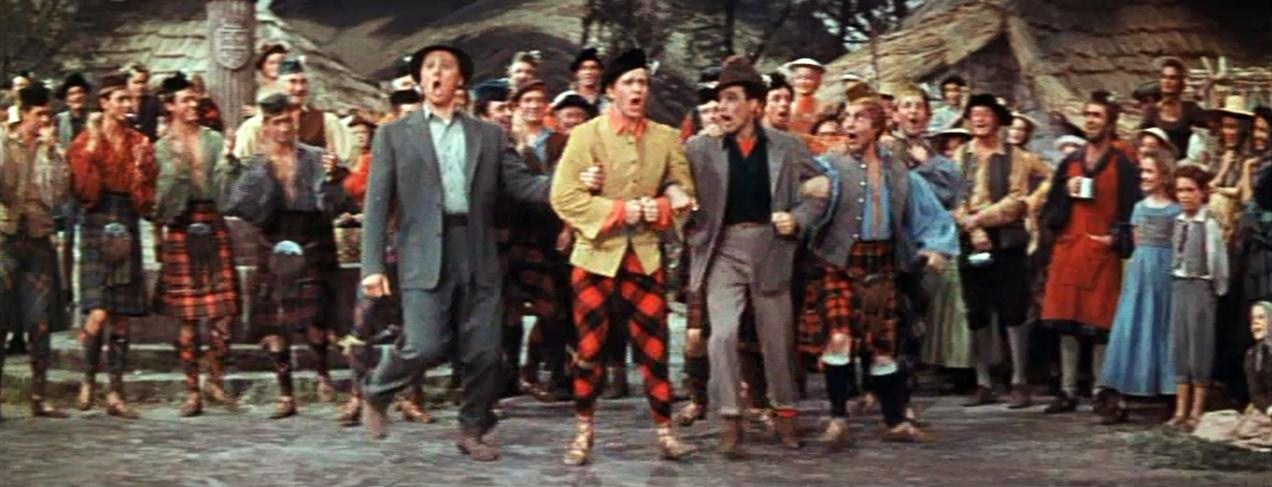
Van Johnson e Gene Kelly no número musical I'll Go Home with Bonnie Jean

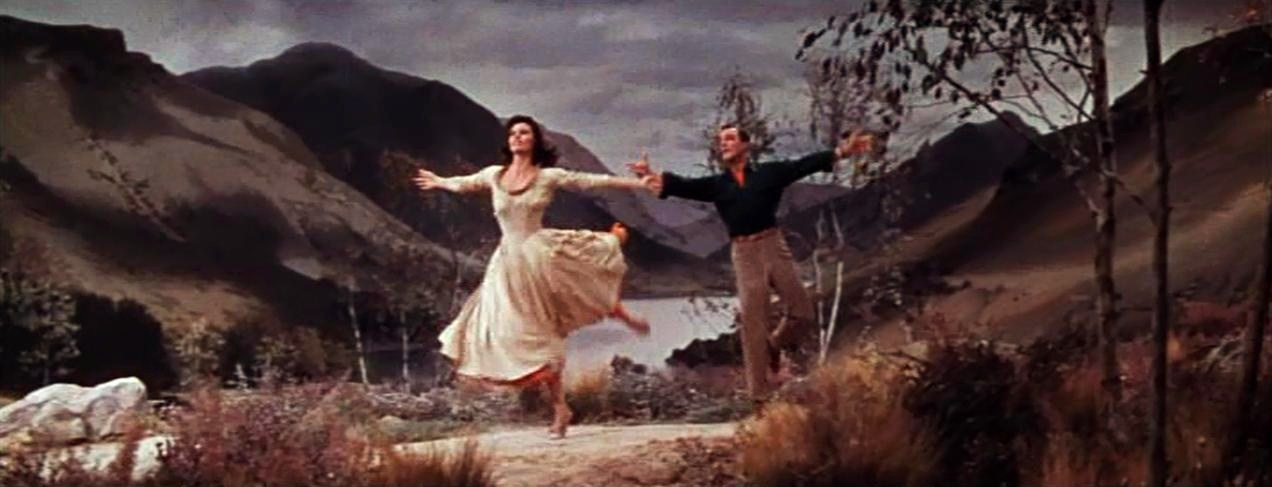
Cyd Charisse e Gene Kelly no número musical The Heather on the Hill

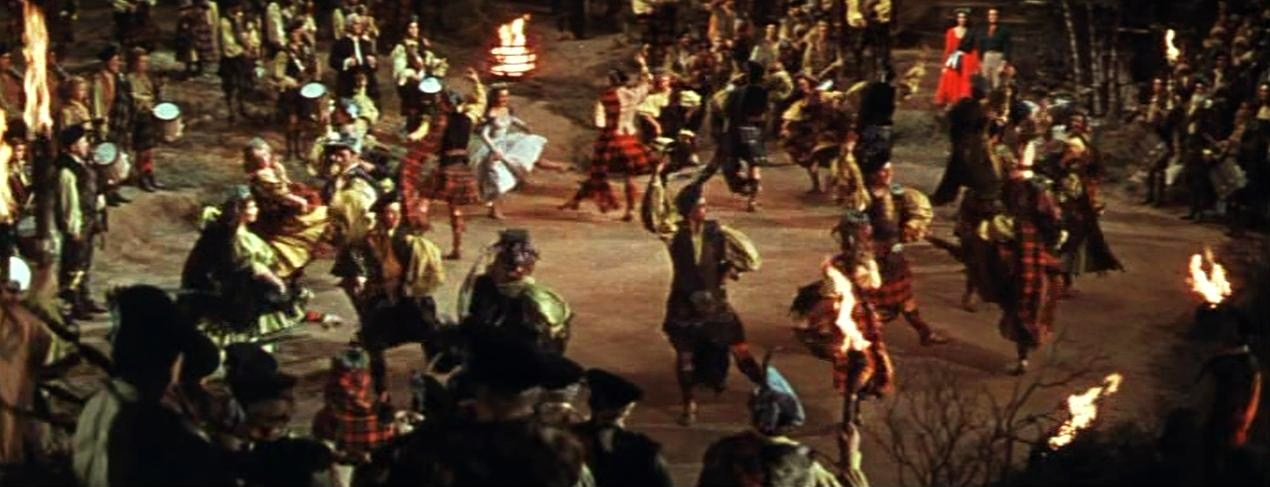
Número musical Gathering of the Clans (episódio do casamento)

A descrição a seguir conta tanto o enredo do musical da Broadway, quanto o filme estrelado por Gene Kelly. Está dividido em duas partes, que são os dois atos da peça.

### Primeira parte
Dois amigos novaiorquinos Tommy Albright e Jeff Douglas' viajam em férias até as Highlanders escocesas onde vão caçar. Logo na primeira noite, eles se perdem numa forte bruma e, mesmo consultando um mapa, não conseguem encontrar sua localização.
Escutam, então, um canto distante, que os atrai, repetindo: "Brigadoon". Descobrem, finalmente, num vale próximo, uma pequena aldeia que seu mapa não faz a menor referência. Tommy e Jeff resolvem ir averigüar isto de perto, e também saber o caminho de volta para seu hotel.
Enquanto eles entram na vila, ela parece estar despertando para um dia de feira (na "McConnachy Square"), passando os vendedores locais de leite, cerveja preta, lã e outros produtos. Todos estão vestidos com as tradicionais roupas escocesas - os saiotes (kilt, com um adereço denominado sporran que evita a exposição indevida) e os Gillies (ou Gillie Brogues - sapatos tradicionais, com grosso solado, sem línguas e  longos laços). Eles se apresentam a Meg Brockie, uma alegre vendedora de leite, seu patrão Angus McGuffie, Archie Beaton, vendedor de lã e tecidos xadrez, e seu filho Harry.
Continuando a feira, chega a família McLaren, consistindo no patriarca Andrew com suas duas filhas: Fiona (uma bela moça de 24 anos) e Jean (uma doce e delicada garota, de 18 anos). Vão comprar os materiais para o casamento de Jean com Charlie Dalrymple.
Harry Beaton é loucamente apaixonado por Jean, e está bastante deprimido com o fato de sua amada casar-se com outro. Uma das meninas pergunta à Fiona quando ela se casará, ao que a jovem responde: "Quando encontrar alguém que me faça pensar nisto", e explica que prefere esperar do que se casar com a pessoa errada.
Naquele momento Tommy e Jeff entram pela cidade. Os forasteiros e o escoceses se encaram confusos até que Tommy quebra o silêncio, perguntando que lugar é aquele, ao que é informado ser Brigadoon. Fiona apresenta-se a Tommy, e convida os americanos a irem lanchar e descansar um pouco. Meg, por seu lado, demonstra simpatizar-se com Jeff, quando surge Charlie Dalrymple. É um jovem bonito, com cerca de 24 anos. Oferece uma bebida ao Tommy e, ao brindar, celebra "ao Sr. Forsythe" por "adiar o milagre". Este brinde intriga a Tommy, que deseja saber seu significado, mas ele é levado por Fiona, que canta seu casamento com Bonnie Jean.
Tommy e Fiona retornam e falam sobre o noivado dele com Jane. Claramente vê-se que Tommy tem pressa com o enlace, mas algo parece unir os dois, naquele momento. Fiona então revela que gosta  muito dele. Ela tenta sair para colher flores para ornamentar a festa, mas Tommy insiste em ir junto.
Meg leva Jeff para um ponto na floresta, onde este deita-se para descansar. A garota o assedia, mas este diz que está com muito sono e repele os avanços dela. Enquanto ele dorme, a moça canta sobre o seu amor.
Na casa dos McLaren todas as suas amigas ajudam-na na arrumação de seus pertences, que serão levados para a nova casa. Charlie parece assinar a Bíblia da família, enquanto tenta espiar sua noiva, mas é informado de que é aziago ver a noiva antes do casamento - mas implora que ela apareça-lhe, mesmo assim. As amigas saem, ao tempo em que Fiona e Tommy surgem com uma cesta de flores. Fiona segue Jean escada acima para ajudá-la a vestir-se para o casamento, enquanto Jeff aparece usando calças estranhas, dizendo que as suas tinham se rasgado. Jeff pergunta a Tommy como ele se sente, e este revela como está feliz.
Tommy repara a Bíblia da família, que contém os nomes de todas as pessoas que fizeram parte do clã, e nota que a data do casamento de Charlie e Jean está assinalada como sendo de duzentos anos antes! Intrigado, chama Fiona para que ela o explique aquilo, mas a garota diz que ele precisa falar com o professor do lugar, Sr. Lundie, para obter um completo esclarecimento.
Fiona, Tommy, e Jeff chegam à casa de Sr. Lundie, onde este revela aos novaiorquinos uma história inacreditável:
Há duzentos anos um pastor da paróquia local implorou a Deus para Brigadoon sumir, e só reaparecer por um dia a cada 100 anos, protegendo assim o lugar das mudanças exteriores. Nenhuma das pessoas poderá deixar Brigadoon, ou a vila desaparecerá para sempre.
Tommy, olhando para Fiona, pergunta se a um estrangeiro seria permitido ali permanecer. A isto responde o Sr. Lundie:
"Um estranho pode ser permitido ficar, se ele amar alguém da aldeia: Não amar Brigadoon, preste bem atenção, mas alguém em Brigadoon - o bastante para querer abandonar tudo e ficar com esta pessoa - e conclui - Afinal de contas, meu rapaz, se ele ama alguém profundamente, tudo é possível."
Todos então partem para o casamento, que começa com os clãs surgindo de entre as colinas. Charlie e Jean são casado pelo Sr. Lundie, e executam uma dança nupcial tradicional para comemorar. Depois de algum tempo, aparecem dançarinos com espadas, entre os quais Harry. Toda a vila se une na dança, mas abruptamente um grito de Jean interrompe a festa: Harry lhe dá um beijo de despedida, e anuncia que estará abandonando a vila - o que terminaria o milagre, e faria Brigadoon desaparecer para sempre nas névoas das Terras Altas.

### Segunda parte
Os homens da cidade saem em perseguição a Harry, antes que este possa deixar o vilarejo. Sob a música, tem início a perseguição até que repentinamente um grito de agonia é ouvido. Harry Beaton é encontrado pelos demais, que imaginam ter este caído e quebrado a cabeça. Os perseguidores decidem guardar segredo até a manhã seguinte, para que o casamento possa continuar, sem tal triste interrupção. Escondem, portanto, o corpo de Harry.
Fiona e seu pai aparecem. Esta revela a Tommy que está apaixonada por ele, que por sua vez diz ser recíproco o sentimento. Ela lembra-lhe que o fim do dia está perto, e Tommy comunica-lhe que está decidido a ficar em Brigadoon com ela. Ambos então vão procurar o Sr. Lundie.
Enquanto isso, os homens retornam à cidade. Ali Meg ouve seus pais lhe contarem como foi o dia de seu casamento. Os aldeões começam a ficar tranqüilos quando ouvem o som de trombetas no ar. Archie Beaton entra, trazendo o corpo de Harry, conduzido pelos corneteiros. Maggie Anderson, que amava Harry, executa uma dança fúnebre para seu amor perdido. Os homens ajudam Archie a levar seu filho para o cemitério.
Tommy encontra o amigo Jeff, e revela-lhe o desejo em permanecer ali. Jeff considera a idéia absurda, e discute com ele, tentando convencê-lo de que Brigadoon é como uma espécie de sonho. E confessa ao amigo que foi ele quem tropeçara no Harry em fuga, matando-o acidentalmente. Fiona e o Sr. Lundie chegam e Tommy, ainda em choque com a confissão do amigo, diz à moça que, apesar de amá-la, receia não poder ficar. Fiona diz que sempre o amará. Eles se despedem e a noite cai.
Quatro meses depois Jeff está em Nova Iorque, bebendo num bar de hotel. Tommy chega e os dois têm um encontro amistoso, pois o amigo estava morando numa fazenda em New Hampshire desde a volta dos dois da Escócia.  Ele conta a Jeff que ainda sente-se apaixonado por Fiona, e não consegue deixar de pensar nela, sonhando constantemente com a moça, a ponto de não conseguir mais levar sua vida normalmente.
Jane Ashford, sua noiva, uma bela socialite de seus vinte anos, entra enquanto Jeff sai, e fala a Tommy, mas tudo o que ela diz faz com que o rapaz se recorde de Fiona. Tommy interrompe-a repentinamente, dizendo que não poderá casar-se. Eles discutem, mas ele insiste em continuar fiel ao seu sonho. Como Jane sai, Tommy chama o amigo e lhe diz que irá retornar à Escócia, mesmo sem saber direito o que fazer.
A cena final mostra Tommy e Jeff de volta ao ponto onde Brigadoon estaria. Como era de se esperar, nada encontram lá. Tommy lamenta-se:
”Por quê as pessoas têm de perder algo, para saber o seu verdadeiro valor?”
Neste momento, ouvem novamente a música que repete Brigadoon e aparece-lhes o Sr. Lundie. Tommy caminha para o outro lado da ponte, até onde está o velho, que lhe explica:
”Você não devia estar surpreso, meu rapaz. Eu não lhe falei que quando se ama alguém profundamente, tudo é possível? Até mesmo um milagre.
Tommy acena em adeus a Jeff, que vislumbra incrédulo seu amigo e o Sr. Lundie desaparecerem no nevoeiro.

## Elenco do filme
- Gene Kelly .... Tommy Albright
- Van Johnson .... Jeff Douglas
- Cyd Charisse .... Fiona Campbell
- Elaine Stewart .... Jane Ashton
- Barry Jones .... Mr. Lundie
- Hugh Laing .... Harry Beaton
- Albert Sharpe .... Andrew Campbell
- Virginia Bosler .... Jean Campbell
- Jimmy Thompson .... Charlie Chisholm Dalrymple
- Tudor Owen .... Archie Beaton
- Owen McGiveney .... Angus
- Dee Turnell .... Ann
- Dodie Heath .... Meg Brockie
- Eddie Quillan .... Sandy

## Números musicais
Obs.: Os títulos das músicas (e dos números apresentados) foram conservados no original.
- Overture
- Prelude (Once In The Highlands)
- Brigadoon
- Vendors' Calls
- Down On MacConnachy Squary
- Waitin' For My Dearie
- I'll Go Home With Bonnie Jean
- The Heather On The Hill
- The Love Of My Life
- Jeannie's Packin' Up
- Come To Me, Bend To Me
- Almost Like Being In Love
- The Sword Dance (Wedding Dance)
- The Chase
- There But For You Go I
- My Mother's Wedding Day
- From This Day On
- Farewell Music
- Finale (Brigadoon)

## Principais prêmios e indicações
Oscar 1955 (EUA)
- Indicado nas categorias de melhor direção de arte colorida, melhor figurino colorido e melhor som.[2][3]

Globo de Ouro 1955 (EUA)
- Venceu na categoria de melhor fotografia colorida.